# K-Lib
K-Lib, de son vrai nom Valckensy Dessin, né à Port-au-Prince le 23 janvier 1981, est un rappeur haïtien. Son nom d'artiste d'avant était "K-Libr". En 2018, il l'a modifié en laissant tomber le "r",. Selon son staff de management, « il laisse tomber un « r » pour sortir d'une ère d'hypocrisie et d'escroquerie intellectuelle, se démarquant de l'aire des francolâtres réduisant la langue parlée par la majorité des Haïtiens à l'illettrisme. »
« J'écris pour exister, je crée pour résister » est son principal crédo.

## Biographie

### Études
K-Lib a fait des études universitaires dans deux entités de l'Université d'État d'Haïti. En effet, il est diplômé du département des sciences sociales de l'École Normale Supérieure où il a commencé à étudier en 2002. Et, en mars 2007, il est admis à la Faculté des Sciences Humaines où il a étudié la sociologie. Par ailleurs, il a suivi des cours de piano à l'école de musique le Mozart, et des cours de guitare à la Musica.

### Carrière
Ayant grandi dans une famille chrétienne, c'est à l'église que Valckensy a fait ses débuts dans la musique. À partir de 1997, il est sorti des closions familiales et s'est lancé dans le rap en intégrant son premier groupe : "Power Staff". Le groupe soldiers est la deuxième formation musicale qu'il a intégrée. C'est au sein de ce groupe qu'il a d'ailleurs réalisé son premier album en 1998. Par la suite, il se retrouve sur un album de Izi One et en 2000, il a co-fondé Mystik 703. Avec ses co-équipers de Mystik 703, en 2002, il a formé sa clique dans la commune de Carrefour : S.K.LAD.
En 2013, il a édité un disque de quatorze morceaux intitulé Mes tourments. Sur ce disque, l'artiste rassemble des textes qu’il rappe sur des musiques de productions étrangères, comme Aksan prod, Raponhelicenz ou encore Aarab Music et des morceaux qu’il a lui-même créés.
L'Apostat est son premier album en solo.  À en croire Mariah Shéba, cet album, paru en 2016, « se révèle être l’occasion d’imposer une temporalité sur l’aliénation culturelle qui ronge la société haïtienne. C’est aussi un condensé rutilant de symboles et phénomènes sociaux qui jalonnent autour de quatre personnages : l'Haïtien, le nègre, l’intellectuel et le griot». C'est un album de 14 titres regroupant dix artistes invités : BIC, Bélo, Dug G, Jean Jean Roosevelt, Lucci, Azee, Ed Daliriks, PIC, Wendyyy Traka, qui se veut une étude du système et des espaces d'évolution en abordant des thèmes comme : la religion, la culture, l'éducation, la corruption, l'amour.
" Pou Listwa", son dernier album en date, est une radiographie historique des dix dernières années au pouvoir du règime PHTK marquées par la corruption, les massacres, l'insécurité généralisée et la violence.

### Engagements
Valckensy est un artiste qui s'engage. Il est l'un des précurseurs du mouvement petrochallenge. Un mouvement dénonçant la dilapidation du fonds petro caribe par les différents gouvernements haïtiens qui se sont succédé de 2006 à 2016. À travers plusieurs moyens, il s'exprime contre cette dilapidation et milite pour un procès équitable. Par exemple, il a même produit une chanson inspirée de ce mouvement pour réclamer des comptes sur l'utilisation de ces fonds : « Petrospektiv ». K-Lib a le mérite d'avoir donné un écho plus large au mouvement petrochallenge notamment dans la diaspora haïtienne.